# Mustapha bin Harun

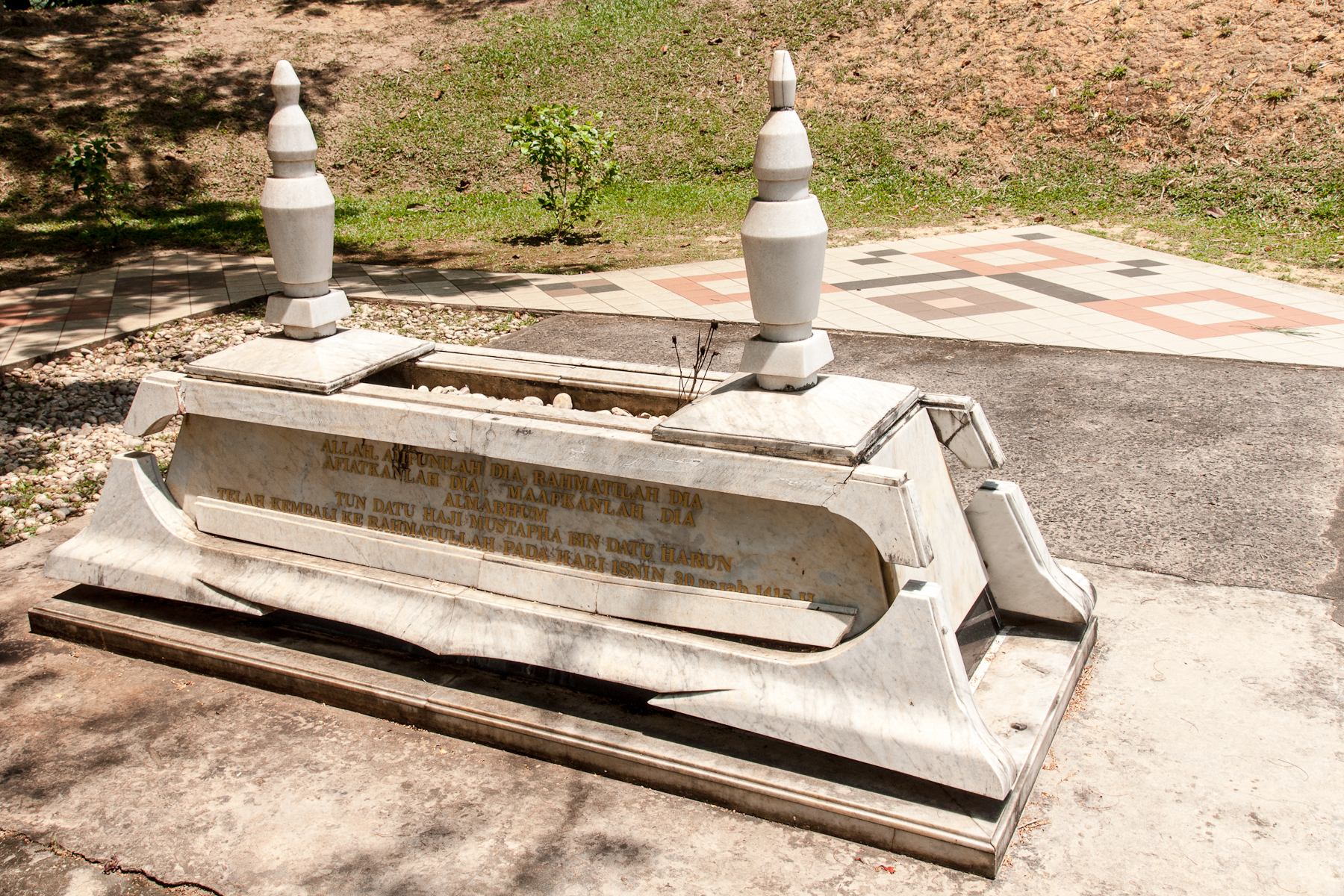
Grabmal Tun Mustaphas

Tun Datu Haji Mustapha bin Datu Harun SPDK, SMN, OBE (* 31. Juli 1918 in Kudat; † 2. Januar 1995 in Kota Kinabalu), gemeinhin als Tun Mustapha bekannt, war der erste Yang di-Pertua Negeri und der dritte Ministerpräsident des Bundesstaates Sabah in Malaysia und Präsident der Partei United Sabah National Organization (USNO). Seine Amtszeit als Ministerpräsident währte von 1967 bis 1975. Durch seine führende Rolle bei den Verhandlungen über den Beitritt Britisch-Nordborneos zur Föderation Malaya wird er zu den Gründungsvätern des Bundesstaates Sabah gerechnet.
Tun Mustapha gehörte zu den Befürwortern der Massenkonversionen in Sabah, bei denen eine bedeutende Anzahl der nicht-muslimischen indigenen Bevölkerung Sabahs zum Islam konvertiert wurden. Bei den Massenveranstaltungen wurden finanzielle und andere Vorteile für diejenigen ausgelobt, die sich öffentlich dem Islam zuwandten.

## Leben
Tun Mustapha wurde am 31. Juli 1918 in Kampung Limau-Limauan im Distrikt Kudat geboren. Er war der älteste von neun Geschwistern der Eheleute Datu Harun Datu Nasaruddin und Norani Hj. Abdul Rahim die beide der indigenen Gruppe der Bajau-Suluk angehörten. Außerdem hatte er fünf weitere Geschwister aus der zweiten Ehe seines Vaters mit Hajah Janzarah.
Mustaphas Geburtsname lautete ursprünglich Datu Badiozaman und weist auf seine Verwandtschaft mit Sultan Badiozaman, einem frühen Sultan von Sulu hin. Wegen seiner schlechten Gesundheit waren seine Eltern allerdings der Auffassung, dass das Kind nicht geeignet sei, den Namen eines solchen berühmten Vorfahren zu tragen und änderten ihn auf Datu Mustapha.
Im Alter von zehn Jahren verdingte er sich als Laufbursche für den Residenten von Kudat, E. W. Morell. 1932 meldete er sich an der St. James School, einer Missionsschule an, die er jedoch bereits neun Monate später wieder verließ. Am 18. Oktober 1934 trat er als Bürohilfskraft in die Dienste der North Borneo Chartered Company. E. R. Evans, der District Officer ermutigte ihn, seine fehlende Schulbildung durch autodidaktisches Lernen zu verbessern. Mustaphas Anstrengungen waren erfolgreich und am 1. Februar 1937 wurde er zuerst zum Native Clerk, später dann zum Opium Clerk befördert. Er behielt diese Posten bis zum Einmarsch der Japaner.
Während des Zweiten Weltkriegs wurde er von den Japanern wegen der Aufstände, die er vor allem in Kudat gegen sie anzettelte, gesucht. Da sie seiner nicht habhaft werden konnten, ergriffen sie seinen jüngeren Bruder und töteten ihn, nachdem sie vergeblich versucht hatten, von ihm den Aufenthaltsort von Tun Mustapha zu erfahren.
Auf Einladung der Kolonialverwaltung und des British Council reiste Mustapha 1959 für ein einjähriges Stipendium nach England und studierte dort Englische Sprache und Politikwissenschaften.
Tun Mustapha starb am 2. Januar 1995 im Sabah Medical Center, Teluk Likas, Kota Kinabalu. Er wurde im muslimischen Friedhof in Kampung Ulu/Ulu Seberang in Putatan beigesetzt; einem Friedhof auf dessen Gelände sich vormals eine Befestigung von Mat Salleh befand. Auf Veranlassung der Landesregierung Sabahs heißt dieser Friedhof heute “Taman Memorial Tun Datu Mustapha”.

## Politische Karriere
Einigen ist Tun Mustapha als „Vater der Unabhängigkeit Sabahs“ bekannt oder als „Vater der Aufbaus in Sabah“. Allerdings wird er auch von vielen Oppositionspolitikern der späteren BERJAYA-Administration als ein Diktator bezeichnet, der riesige Summen Geld aus dem Landesvermögen veruntreute (hauptsächlich durch die Vergabe von Forstkonzessionen) um seinem verschwenderischen Lebensstil nachzugehen. So gehörten ihm zwei private, von der regierungseigenen Fluggesellschaft Sabah Air gewartete Boeing 707 und herrschaftliche Wohnsitze in England und Australien.
Im Dezember 1961 gründete Mustapha die Partei United Sabah National Organization (USNO). Zusammen mit Donald Stephens wird er zu den Hauptakteuren gezählt, die die Unabhängigkeit Sabahs vorangetrieben und den Beitritt zur Föderation Malaya im Jahr 1963 vorbereitet hatten. Bei der Gründung von Malaysia am 16. September 1963 wurde er der erste Yang di-Pertua Negeri des Bundesstaats Sabah. Bei den Wahlen im Jahr 1967 gewann seine Partei USNO und Mustapha wurde der dritte Ministerpräsident von Sabah.
In seiner Zeit als Ministerpräsident von Sabah war die Beziehung zur malaysischen Bundesregierung nicht sehr gut. Obwohl die USNO zur Koalitionsregierung Barisan Nasional in Kuala Lumpur gehörte, war man dort über einige Einstellungen Mustaphas besorgt, insbesondere über seine Absicht, oder vielmehr seine Drohung, dass sich Sabah auch wieder von Malaysia lossagen könnte. Mustapha weigerte sich auch, eine Vereinbarung mit der Bundesregierung zu unterzeichnen, die festlegte, dass Sabah lediglich 5 % der Erträge aus der Ölförderung in seinem Küstengebiet erhält. Mustapha hingegen verlangte eine Mindestbeteiligung von 30 %.
Ausgehend von diesen Kontroversen verließ Harris Salleh, der Generalsekretär der USNO im Jahr 1975 die Partei und gründete BERJAYA, die von der Bundesregierung unterstützt wurde. BERJAYA gewann 1976 die Landtagswahlen und vertrieb Mustapha aus seinem Amt.
Mustapha blieb weiterhin in der Politik aktiv und führte die USNO in vier aufeinanderfolgenden Landtagswahlen (1981, 1985, 1986 und 1990). Obwohl sie niemals wieder die Mehrheit erlangten, gelang es ihnen dauerhaft, einige Sitze in der gesetzgebenden Versammlung von Sabah zu halten. Obwohl sie in Sabah in der Rolle der Opposition war, blieb die USNO weiter Partner der Koalitionsregierung Barisan Nasional auf der Ebene der malaysischen Bundesregierung. Nach den Wahlen in Sabah im Jahr 1990, als BERJAYA ihre Regierungsmehrheit an die Partei Parti Bersatu Sabah verlor, verbündete er sich erneut mit Harris Salleh. Daraus resultierte ein Bündnis aus USNO und BERJAYA aus dem die United Malays National Organisation (UMNO) hervorging. Mustapha wurde der erste Vorsitzende der UMNO Sabah.

## Islamisierung in Sabah
Den christlichen Gemeinschaften Sabahs bleibt Tun Mustapha als derjenige in Erinnerung, der ausländischen Missionaren und Kirchenleuten die Verlängerung ihrer Visa verweigerte, falls sie über keine Niederlassungserlaubnis verfügten. Alle Priester, die sich gegen ihre Ausweisung wehrten, ließ Mustapha unter Ausnutzung seiner Befugnisse als Vorsitzender des State Security Operation Committee und als Ministerpräsident von Sabah verhaften.
Als Grund für die Ausweisung gab Mustapha an, dass die Priester sich in die Politik einmischen würden. Von ihren Kanzeln aus würden sie den Laien predigen, bei den kommenden Wahlen nicht für Mustaphas Partei, sondern für Berjaya oder PBS zu stimmen. Zweifelsohne hatte Mustapha seine Informanten in den Kirchenbänken sitzen, aber auch so konnte jeder Kirchgänger, ob Christ oder Nicht-Christ, bezeugen, dass die Priester genau das taten. Insofern war die Kirche selbst nicht ganz unschuldig an den daraus resultierenden Streitigkeiten. Auch tat Peter Chung, der Bischof von Sabah nichts, um seine Priesterschaft zur Ordnung zu rufen, was die angespannte Situation mit Tun Mustapha weiter verschärfte.
Auf seine Anweisungen hin führte die Polizei am Morgen des 2. Dezember 1972 Razzien in den Missionsstationen in Tambunan, Papar, Bundu Tuhan und Kuala Penyu durch. Die Razzien in Tambunan und Papar waren erfolgreich; schon in den frühen Morgenstunden hatte man die Seile der Kirchenglocken abgeschnitten, damit niemand gewarnt werden konnte. Lange bevor die Gemeindemitglieder Wind von der Sache bekamen, waren die Priester in Kapayan eingesperrt.
Die Razzia in Kuala Penyu war zunächst ein Fiasko – die Polizei wurde bei ihrem Eintreffen bereits von einem sechshundert Mann starken Empfangskomitee erwartet. Gegen 11 Uhr rückte Verstärkung für die Polizeikräfte an. Unter dem Einsatz von Tränengas, mobilen Kräften, einem Einsatzstab, einem Überfallkommando, fünfzehn Landrovern, zwei Lastwagen und einem Helikopter gelang es den Einsatzkräften schließlich einen einzigen unbewaffneten Priester zu ergreifen.
Am 15. Dezember wurden weitere Geistliche in Keningau, Tenom und Limbahau verhaftet.
Die übrigen Priester, die nur im Besitz von vorläufigen Aufenthaltsgenehmigungen waren, waren gezwungen, ihren Gemeinden Lebewohl zu sagen und entweder zurück in die Heimat zu gehen oder einen Dienst in den angrenzenden Ländern aufzunehmen.
Im November 2009 verbot das malaysische Innenministerium eine Biographie über Tun Mustaphas politischen Widersacher Datuk Peter Mojuntin. Der Grund war, dass in dem Buch angeblich Datuk Peter den Versuch Mustaphas herausstellte, das Christentum in Sabah durch Deportationen und Verhaftungen der ausländischen Missionare zu zerstören. Während der Razzien war auch Datuk Peters Haus von der Polizei umstellt gewesen, da er lautstark seinem Protest über die Verfolgung der Priester Luft machte. Lediglich dem starken politischen Einfluss der Kadazan von Penampang verdankte er, dass er selbst einer Verhaftung entging.

## Gesellschaftliches Engagement
Neben seinem Engagement in Politik und Religion lag ihm der Bildungssektor Sabahs am Herzen. Er regte an, die Sabah Foundation (Yayasan Sabah) zu gründen und machte sich um die Gründung der ersten Universität, der Universiti Kebangsaan Malaysia (UKM) Sabah Campus, verdient, ebenso wie mit dem Aufbau des ITM (Institut Teknologi Mara).
Unter dem Vorsitz von Tunku Abdul Rahman und später unter Datuk Patinggi Taib war Tun Mustapha auch Stellvertretender Vorsitzender von PERKIM, einer umstrittenen Wohltätigkeitsorganisation für muslimische Konvertiten. Außerdem war er Vorstand der United Sabah Islamic Association (USIA) und Mitglied der RISEAP.

## Ehrungen
Bereits vor dem Beginn seiner politischen Karriere genoss Tun Mustapha das Vertrauen und die Unterstützung sowohl der Bevölkerung als auch der Kolonialregierung. 1951 wurde ihm deshalb der Ehrentitel Orang Kaya-Kaya (OKK) ernannt, mit dem die obersten Häuptlinge der indigenen Gruppen Sabahs bezeichnet werden.
Am 16. September 1964 wurde ihm der erste Grad des Darjah Yang Amat Mulia Kinabalu (The Illustrious Order of Kinabalu) verliehen.
Eine der höchsten Auszeichnung die der Staat Malaysia zu vergeben hat, wurde ihm am 26. November 1964 verliehen: Der Yang di-Pertuan Agong verlieh Mustapha den Titel Darjah Seri Maharaja Mangku Negara (SMN). Mustapha war damit der erste Einwohner Sabahs, der den Ehrentitel Tun seinem Namen voranstellen durfte. Auch international empfing Tun Mustapha zahlreiche Ehrungen. 1972 verlieh ihm der Präsident des Libanon für seine Verdienste um die Einheit der Moslems den Titel K.St.J. (Knight of the Order of St. John Jerusalem). Tun Mustapha ist darüber hinaus Träger des Order of the British Empire (OBE).
Als Anerkennung für seine Dienste für den Staat Sabah ließ die Regierung das Sabah Foundation Building posthum in Tun Mustapha Tower (Menara Tun Mustapha) umbenennen.
Postum wurde ihm während der 8. Convocation Ceremony der Universiti Malaysia Sabah am 2. bis 3. September 2006 die Ehrendoktorwürde der Philosophie zuerkannt.